# 格雷格 (加利福尼亞州)
格雷格（英語：Gregg）是位於美國加利福尼亞州馬德拉縣的一個非建制地區。該地的面積和人口皆未知。

## 地理
格雷格的座標為37°52′54″N 119°56′13″W / 37.88167°N 119.93694°W，而該地的平均海拔高度為91米（即299英尺）。